# Rothschildia

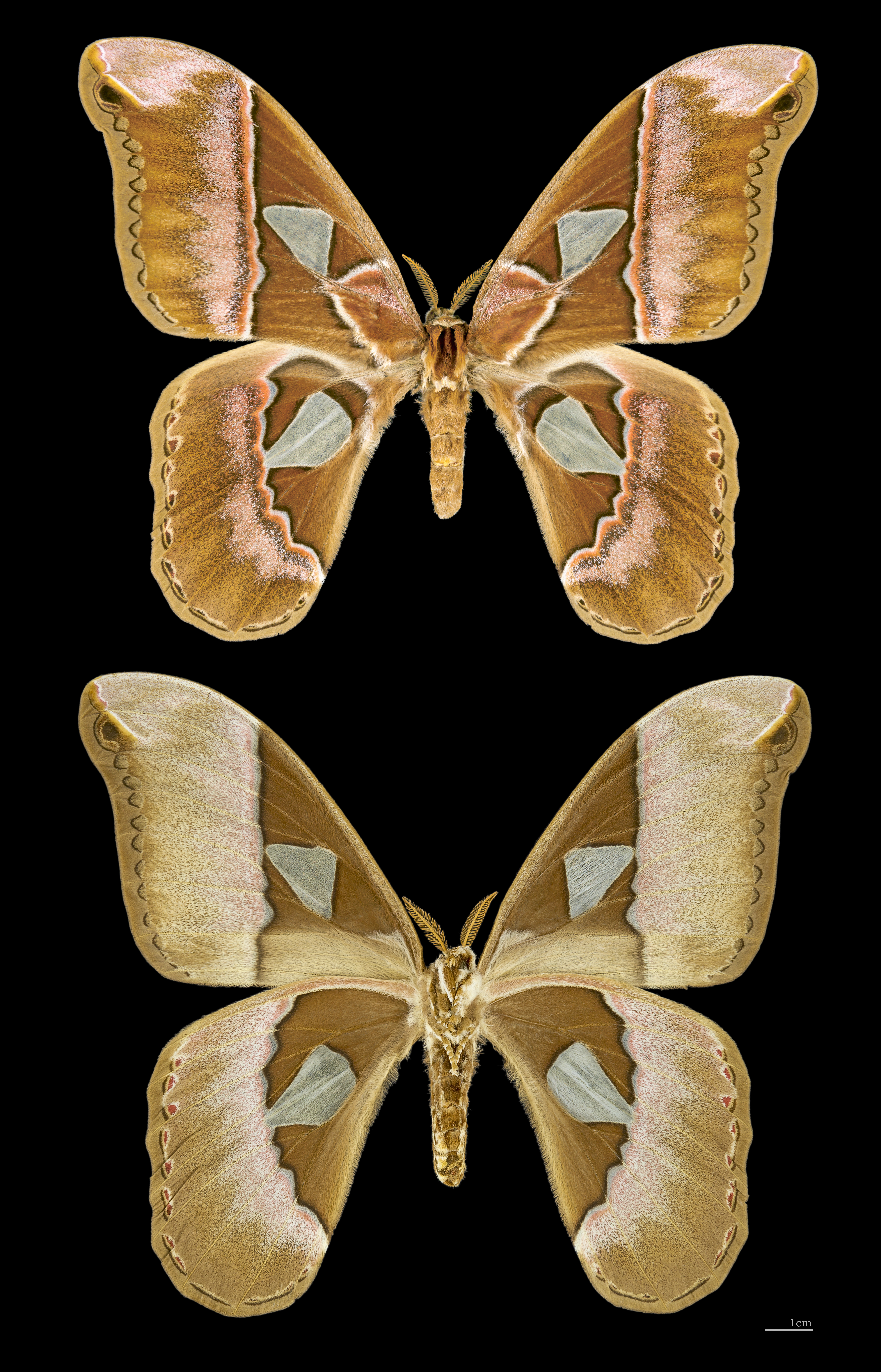
Rothschildia aurota, Präparat

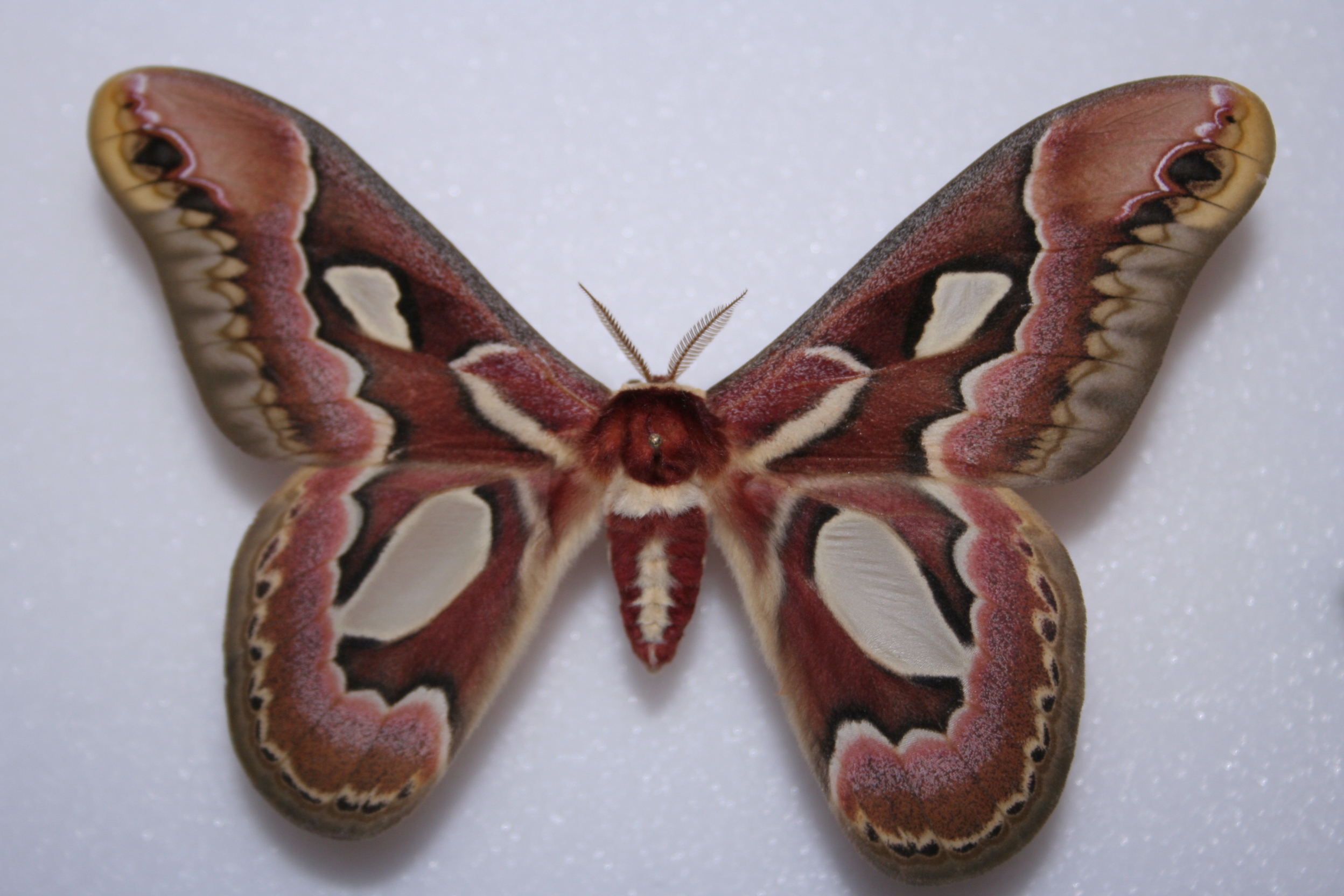
Rothschildia jacobaeae, Präparat

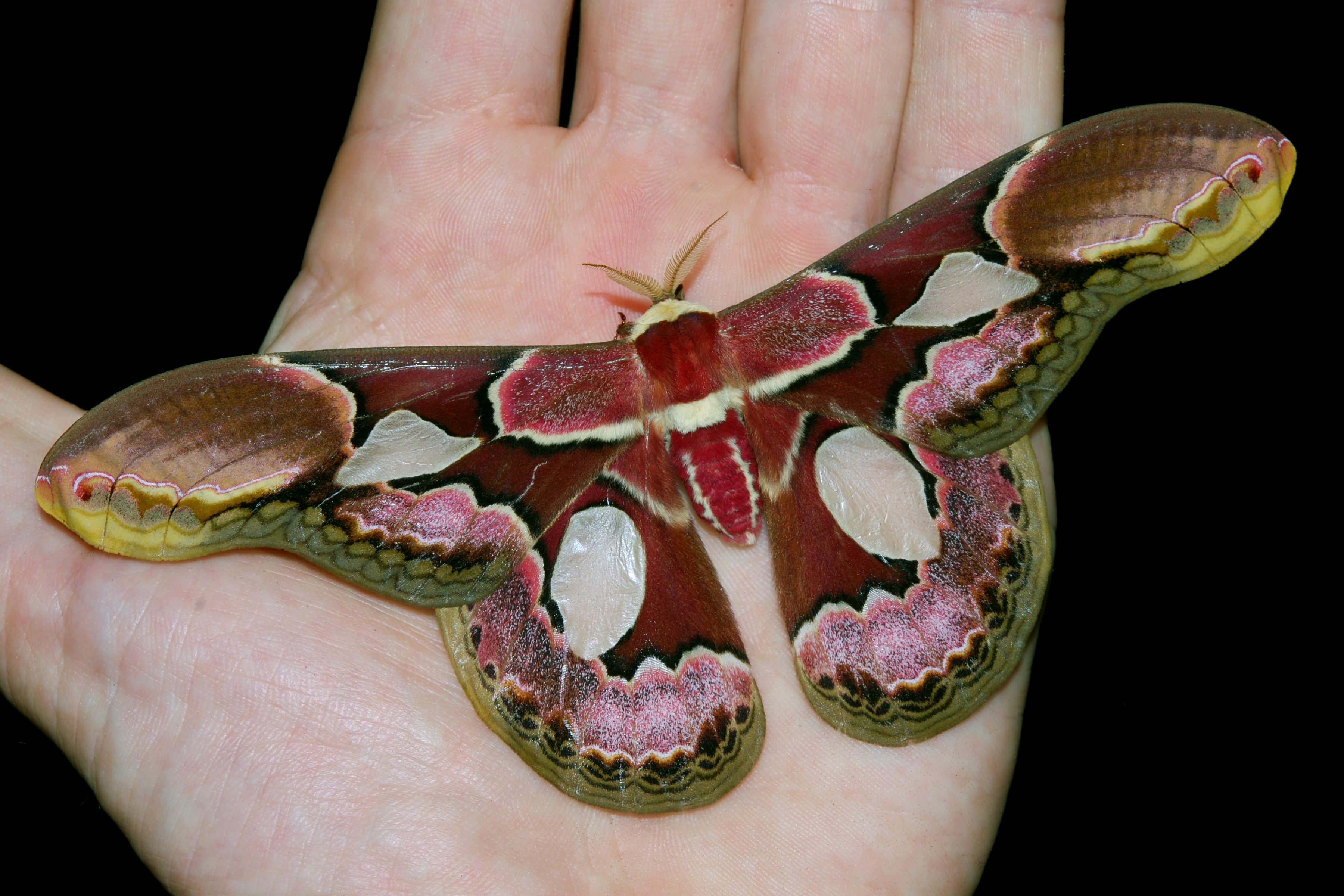
Rothschildia erycina

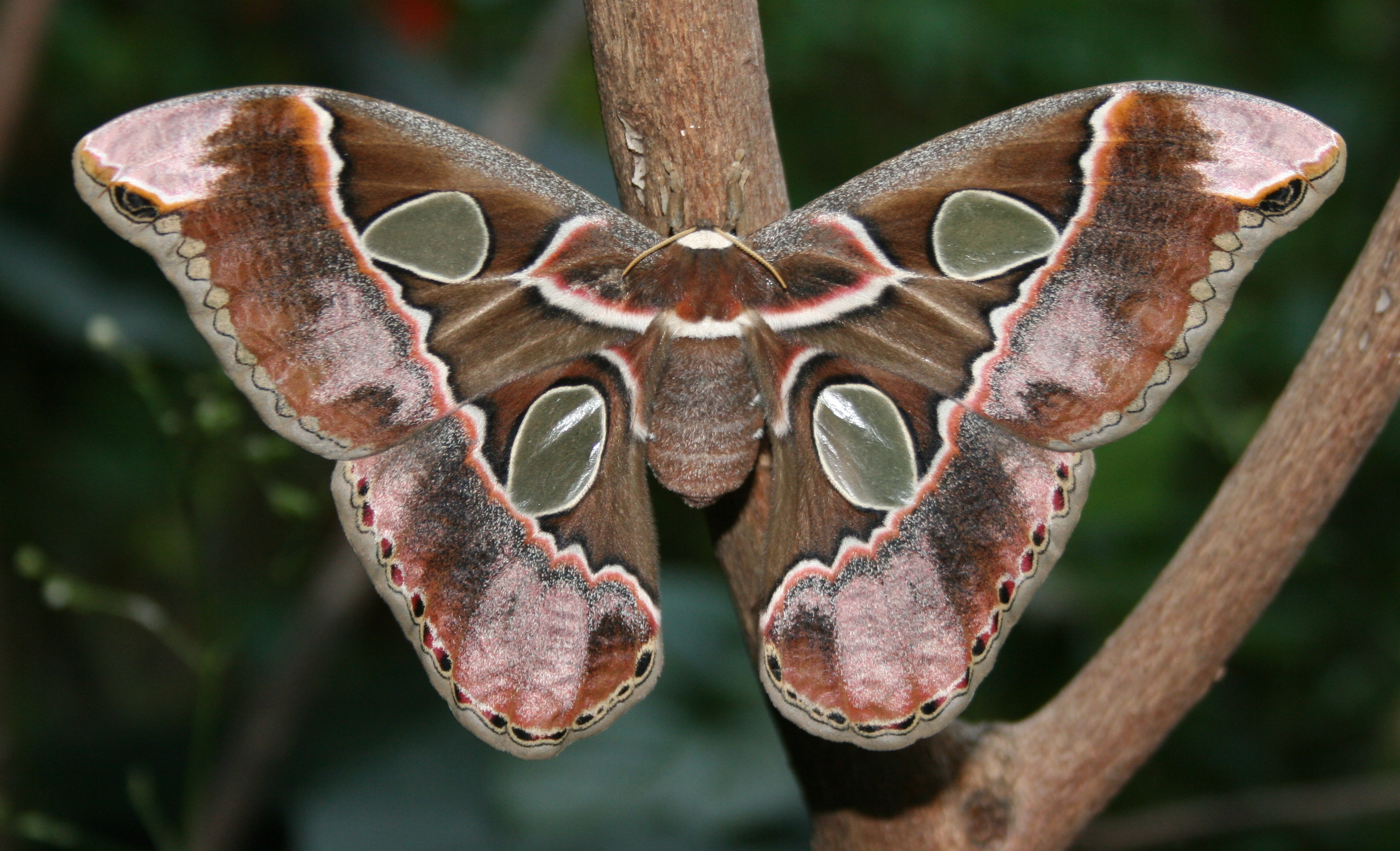
Rothschildia cincta

Rothschildia ist eine Gattung der Schmetterlinge aus der Familie der Pfauenspinner (Saturniidae), deren Arten in Nord- und Südamerika verbreitet sind. Die allesamt sehr ähnlichen und sehr großen Falter haben ein imposantes Aussehen. Die Kokons werden an den Nahrungspflanzen angeheftet, wobei je nach Art eine sehr unterschiedliche Bauform ausgebildet ist. Rothschildia-Arten werden teilweise von Liebhabern gezüchtet. Die Puppen von Rothschildia aurota wurden in Brasilien kommerziell zur Seidengewinnung genutzt.

## Merkmale
Die Flügelspannweite dieser großen Pfauenspinner beträgt 11 bis 13 Zentimeter. Die Arten sind relativ ähnlich gefärbt und haben eine erdbraune Grundfarbe. Typisches Merkmal sind die großen, durchscheinenden, dreieckigen oder ovalen Bereiche auf den Flügeln. Neben diesen „Fenstern“ besitzen die Flügel bräunlich gekräuselte Schatten, die von einer unregelmäßigen weißen Linie durchbrochen sind. Diese verläuft auf Vorder- und Hinterflügel genau hinter den durchscheinenden Dreiecken. Die Männchen haben etwas sichelförmig gekrümmte Vorderflügel; bei manchen Arten können sie sogar stark gekrümmt sein. Die Flügel der Weibchen sind breiter. Beide Geschlechter haben doppelt gefiederte Fühler, die jedoch bei den Männchen längere Fiederborsten haben. Der Längenunterschied zwischen den Geschlechtern ist jedoch nicht so groß wie bei den Gattungen Callosamia und Hyalophora.
Die Raupen haben anfangs Ähnlichkeit mit denen von Eupackardia calleta und denen der Gattung Callosamia. Sie erreichen eine Körperlänge von 65 bis 80 Millimeter. Manche tragen segmentale helle Ringe oder Bänder, querverlaufende Streifen oder helle Längsrippen entlang der Seiten. Die für Pfauenspinner typischen Fortsätze (Scoli) sind in Längsreihen angeordnet, sind aber sehr klein und tragen keine Brennhaare. Sie verleihen ihnen Ähnlichkeit mit Raupen der Gattung Hyalophora, sie unterscheiden sich von ihnen aber dadurch, dass die Scoli am Rücken des Thorax und am Analhorn nicht vergrößert sind.

## Vorkommen und Lebensweise
Die Gattung ist neotropisch vom Norden Argentiniens bis in den äußersten Süden der Vereinigten Staaten von Amerika verbreitet. Das Hauptverbreitungsgebiet befindet sich in Südamerika. Im Norden reicht das Verbreitungsgebiet gerade noch über die Grenze zwischen Mexiko und den Vereinigten Staaten nach Arizona und Texas, wo Rothschildia lebeau beispielsweise im unteren Rio-Grande-Tal im Süden von Texas vorkommt.
Die Falter klappen ihre Flügel in Ruhestellung horizontal auseinander. Die Weibchen legen ihre schmutzig weißen Eier in der Regel in kleinen Gelegen ab. Anfangs leben die Raupen, die fünf Stadien durchleben, recht gesellig. Die bisher bekannten Kokons variieren von einer kompakten Tränen- oder Kalebassenform, wie bei den beiden in den Vereinigten Staaten verbreiteten Arten Rothschildia lebeau und Rothschildia cincta von großen, unregelmäßigen, hängenden Kokons, die eher an die von Samia cynthia erinnern, wie beispielsweise bei Rothschildia orizaba und den mit ihr nahe verwandten Arten, bis hin zu längs an den Nahrungspflanzen befestigten Kokons, die an die der Gattung Hyalophora erinnern, wie beispielsweise die von Rothschildia jacobaeae.

## Taxonomie und Systematik
Die Gattung Rothschildia wurde 1896 von Augustus Radcliffe Grote aufgestellt. Rothschildia jacobaeae (Walker, 1855) ist die Typusart der Gattung. Sie umfasst etwa 100 Arten:
- Rothschildia affinis (Felder, 1874)
- Rothschildia alexapricae Brechlin & Meister, 2012[5]
- Rothschildia amacurensis Lemaire, 1972
- Rothschildia amazonica (Packard, 1869)
- Rothschildia amoena Jordan, 1911
- Rothschildia andensis Rothschild, 1907
- Rothschildia angulatus Bouvier, 1936
- Rothschildia anikae (Brechlin & Meister, 2010)[6]
- Rothschildia arianae Brechlin & Meister, 2012[5]
- Rothschildia arethusa (Walker, 1855)
- Rothschildia aricia (Walker, 1855)
- Rothschildia aroma Schaus, 1905
- Rothschildia augias (Girad., 1874)
- Rothschildia aurata (Gevers, 1787)
- Rothschildia aurota (Cramer, 1775)
- Rothschildia balatana Bouvier, 1936
- Rothschildia belus (Maassen & Weymer, 1873)
- Rothschildia benjamini Hoffmann, 1942
- Rothschildia bolivar (Maassen & Weymer, 1873)
- Rothschildia bucaya Schaus, 1941
- Rothschildia campuzani (De la Rocha, 1870)
- Rothschildia catenigera Draudt, 1929
- Rothschildia cauca Rothschild, 1907
- Rothschildia chiris Rothschild, 1908
- Rothschildia chrisbrechlinae Brechlin & Meister, 2012[7]
- Rothschildia cincta (Tepper, 1882)
- Rothschildia condor (Staudinger, 1894)
- Rothschildia coxeyi Schaus, 1932
- Rothschildia cruentata Bouvier, 1930
- Rothschildia draudti Benjamin, 1934
- Rothschildia encelades (Girad., 1874)
- Rothschildia equatoralis Rothschild, 1907
- Rothschildia erycina (Shaw, 1797)
- Rothschildia ethra (Olivier, 1790)
- Rothschildia fabiani Brechlin & Meister, 2012[5]
- Rothschildia fauvetyi (Guérin-Méneville, 1864)
- Rothschildia forbesi Benjamin, 1934
- Rothschildia fossilis Cockerell, 1914
- Rothschildia gounelli Bouvier, 1936
- Rothschildia guerreronis Draudt, 1929
- Rothschildia hesperus (Linnaeus, 1758)
- Rothschildia hoffmanni Vogeler, 1933
- Rothschildia hopfferi (Felder, 1859)
- Rothschildia imitator Draudt, 1929
- Rothschildia inca Rothschild, 1907
- Rothschildia interaricia Brechlin & Meister, 2010[6]
- Rothschildia jacobaeae Walker, 1855[8]
- Rothschildia jorulla (Westwood, 1853)
- Rothschildia jorulloides (Dognin, 1895)
- Rothschildia lebeau (Guérin-Méneville, 1868)
- Rothschildia lebecuatoriana Brechlin, Käch & Meister, 2012[5]
- Rothschildia lebtolimaiana Brechlin & Meister, 2012[5]
- Rothschildia lichtenba Dyar, 1912
- Rothschildia luciana Rothschild, 1907
- Rothschildia lutea Jordan, 1911
- Rothschildia martha Rothschild, 1907
- Rothschildia maurus (Burmeister, 1880)
- Rothschildia maurusius Schreiter, 1925
- Rothschildia meisteri Brechlin, 2022[9]
- Rothschildia melini Bryk, 1953
- Rothschildia meridana Rothschild, 1907
- Rothschildia mexicana Draudt, 1929
- Rothschildia micrinus Draudt, 1929
- Rothschildia morana Schaus, 1921
- Rothschildia mussehli Schaus, 1941
- Rothschildia nigrescens Rothschild, 1907
- Rothschildia ochracea Draudt, 1929
- Rothschildia olivenca Vogeler, 1933
- Rothschildia orbignyana (Guérin-Méneville, 1844)
- Rothschildia orizaba (Westwood, 1853)
- Rothschildia paradoxa Hoffmann, 1942
- Rothschildia paranensis (Burmeister, 1867)
- Rothschildia paucidentatat Lemaire, 1971
- Rothschildia paulista Vogeler, 1933
- Rothschildia pegasus Draudt, 1929
- Rothschildia peggyae Brechlin & Meister, 2012[5]
- Rothschildia peruviana Rothschild, 1907
- Rothschildia poecilator Draudt, 1929
- Rothschildia prionia Rothschild, 1907
- Rothschildia prionidia Draudt, 1929
- Rothschildia procyon Jordan, 1929
- Rothschildia pseudoguerreronis Hoffmann, 1942
- Rothschildia rectilineata Bouvier, 1930
- Rothschildia rhodina Jordan, 1911
- Rothschildia rhombifer (Burmeister, 1878)
- Rothschildia roxana Schaus, 1905
- Rothschildia satyrus (Felder, 1874)
- Rothschildia schreiteri Draudt, 1930
- Rothschildia schreiteriana Beyer & Orfila, 1945
- Rothschildia semiimmaculata Gardiner, 1962
- Rothschildia silkae Brechlin, Meister & van Schayck, 2012[5]
- Rothschildia speculifer (Walker, 1855)
- Rothschildia speculizaba Vogeler, 1931
- Rothschildia speculum (Maassen & Weymer, 1873)
- Rothschildia splendida (Palisot de Beauvois, 1805)
- Rothschildia spondiae (De la Rocha, 1869)
- Rothschildia steinbachi Rothschild, 1904
- Rothschildia stuarti Rothschild & Jordan, 1901
- Rothschildia triloba Rothschild, 1907
- Rothschildia tucumani Dognin, 1901
- Rothschildia uruapana Hoffmann, 1942
- Rothschildia vanschaycki Brechlin & Meister, 2012[5]
- Rothschildia venezuelensis Bouvier, 1936
- Rothschildia vibidia Druce, 1904
- Rothschildia vinacea Rothschild, 1907
- Rothschildia wagneri Bouvier, 1936
- Rothschildia winbrechlini Brechlin & Meister, 2012[5]
- Rothschildia xanthina Rothschild, 1907[6]
- Rothschildia yucatana Lemaire, 1971[6]
- Rothschildia zacateca (Westwood, 1853)

## Belege